# شماريخ (فلم)
شماريخ (أي ألعابٌ ناريةٌ) هو فيلمٌ مصري ٌ بدأ عرضه في مصر في 7 ديسمبر 2023.

## قصة الفيلم
يطمح الابن غير الشرعي- (رؤوف)- في اعتراف والده تاجر المخدرات (سليم أهل) به، فيعمل معه ويساعده في أعماله القذرة، ويكلف بمهمة اغتيال بعض الأشخاص، وعندما يأمره والده بالتخلص من (أمينة)- ابنة أحد أعدائه السابقين، يجد نفسه في موقف صعب، وغير قادر على استكمال مهمته، بل يساعدها على الهروب من براثن والده - قاسي القلب، وتتطور الأمور عندما يقع في حبها.

## إنتاج الفيلم
الفيلم من بطولة آسر ياسين، وأمينة خليل، وخالد الصاوي، وآدم الشرقاوي، ومصطفى درويش، وسالي حماد، وعدد من ضيوف الشرف منهم محمد ثروت، وهدى المفتي. وألّفه وأخرجه عمرو سلامة، وأنتجه شركة سي سينما برودكشن هاني نجيب وأحمد فهمي.
ظهر الممثل الراحل مصطفى درويش في أكثر من لقطة في الإعلان الترويجي للفيلم، وكان قد صور مشاهده قبل وفاته في مايو 2023.

## إيرادات الفيلم
استمر عرض الفيلم ثلاثة عشر أسبوعاً حتى بداية شهر رمضان في 11 مارس 2024 محققاً 27,732,000 جنيهاً من الإيرادات.

## فريق العمل

### تمثيل
| - آسر ياسين: رؤوف/بارود - أمينة خليل: امينة - لافينيا نادر: سماح ( طفلة ) - خالد الصاوي: سليم العاهل | - آدم الشرقاوي: فارس - محمد ثروت: فتحي - مصطفى درويش: شهاب - سامي مغاوري: علي الهواري | - طه دسوقي: عامل الدليفري - ضيف شرف - سالي حماد: هند - هدى المفتي: شروق - محمود السراج: مهدي | - داليا الخولي: فادية - محمد حلمي: زلط - جهاد حسام الدين: أم رؤوف - محمد جمال قلبظ: عامل البنزين |

### الإداريون
| - أحمد فهمي: إنتاج - كريم الميهي: مشرف الإنتاج الفني - أحمد فرغلي: منتج فني - تامر فتحي: منتج فني - خالد أحمد كمال: مدير إدارة الإنتاج | - ريم دويدار: مساعد مشرف إنتاج - Sea Cinema Productions: منتج - أحمد حافظ: مونتير - أحمد فوزي: مونتير مساعد - محمد ممدوح: مونتير مساعد | - إسماعيل نصرت: موسيقى وألحان - زياد ظاظا: غناء - عمرو سلامة: مخرج - أسامة خليل: مخرج منفذ - عمرو سلامة: مؤلف | - رفعت عبدالحكيم: منفذ الملابس - علاء عاطف: مهندس الصوت - إسلام حسن: إشراف فني وديكور - سينرجي للإنتاج الفني (تامر مرسي): توزيع داخلي |